# Tabloid (novinski format)
Tabloid je novinski format koji je manji od cijelog formata. Najčešće je dimenzije 29×43 cm, a uobičajen je za podnevna i večernja izdanja dnevnih novina, kao i za tjednike. Za razliku od cijelog formata na prodajna mjesta dolazi u punom formatu, tj. nije presavijen. Prve novine takvog formata bile su Daily Mirror (1903.). Sam izraz tabloid danas se koristi i kao opis sadržaja nekih novina.

## Vanjske poveznice
- Tabloid na Hrvatskoj enciklopediji
- Newspaper Types and Formats  Arhivirana inačica izvorne stranice od 20. prosinca 2010. (Wayback Machine)